# Comté de Montgomery (Arkansas)
Pour les articles homonymes, voir Comté de Montgomery.
Le comté de Montgomery est un comté de l'État de l'Arkansas aux États-Unis. Au recensement de 2010, il comptait 9 487 habitants. Son siège est Mount Ida.

## Démographie
| 1850  | 1860  | 1870  | 1880  | 1890  | 1900  |
| ----- | ----- | ----- | ----- | ----- | ----- |
| 1 958 | 3 633 | 2 984 | 5 729 | 7 923 | 9 444 |

| 1910   | 1920   | 1930   | 1940  | 1950  | 1960  |
| ------ | ------ | ------ | ----- | ----- | ----- |
| 12 455 | 11 112 | 10 768 | 8 876 | 6 680 | 5 370 |

| 1970  | 1980  | 1990  | 2000  | 2010  | - |
| ----- | ----- | ----- | ----- | ----- | - |
| 5 821 | 7 771 | 7 841 | 9 245 | 9 487 | - |